# Roland Rowiński
Roland Rowiński (ur. 28 marca 1954 w Szklarskiej Porębie) – polski reżyser i scenarzysta. 
Roland Rowiński ukończył I Liceum Ogólnokształcące im. Tadeusza Kościuszki w Legnicy. Jest absolwentem Wydziału Radia i Telewizji Uniwersytetu Śląskiego w Katowicach. Członek Polskiej Akademii Filmowej. Jest również twórcą wielu przedstawień Teatru Telewizji.

## Reżyser
- 1982 – Mózg – reżyseria
- 1987 – Zero życia – reżyseria, scenariusz, dialogi
- 1988 – Przyjaciele – reżyseria
- 1991 – Obywatel świata – reżyseria, scenariusz, dialogi
- 2000 – M jak miłość – reżyseria wybranych odcinków
- 2003 – Powiedz to, Gabi – reżyseria, scenariusz, dialogi
- 2010 – Dancing for you – reżyseria, scenariusz, dialogi, obsada aktorska (Rafał)